# Янцон, Эдуард Освальдович
Эдуард (Эдуард-Генрих) Освальдович Янцон (1867, Санкт-Петербург — 16 [29] октября 1904, Санкт-Петербург) — российский архитектор, гражданский инженер.

## Биография

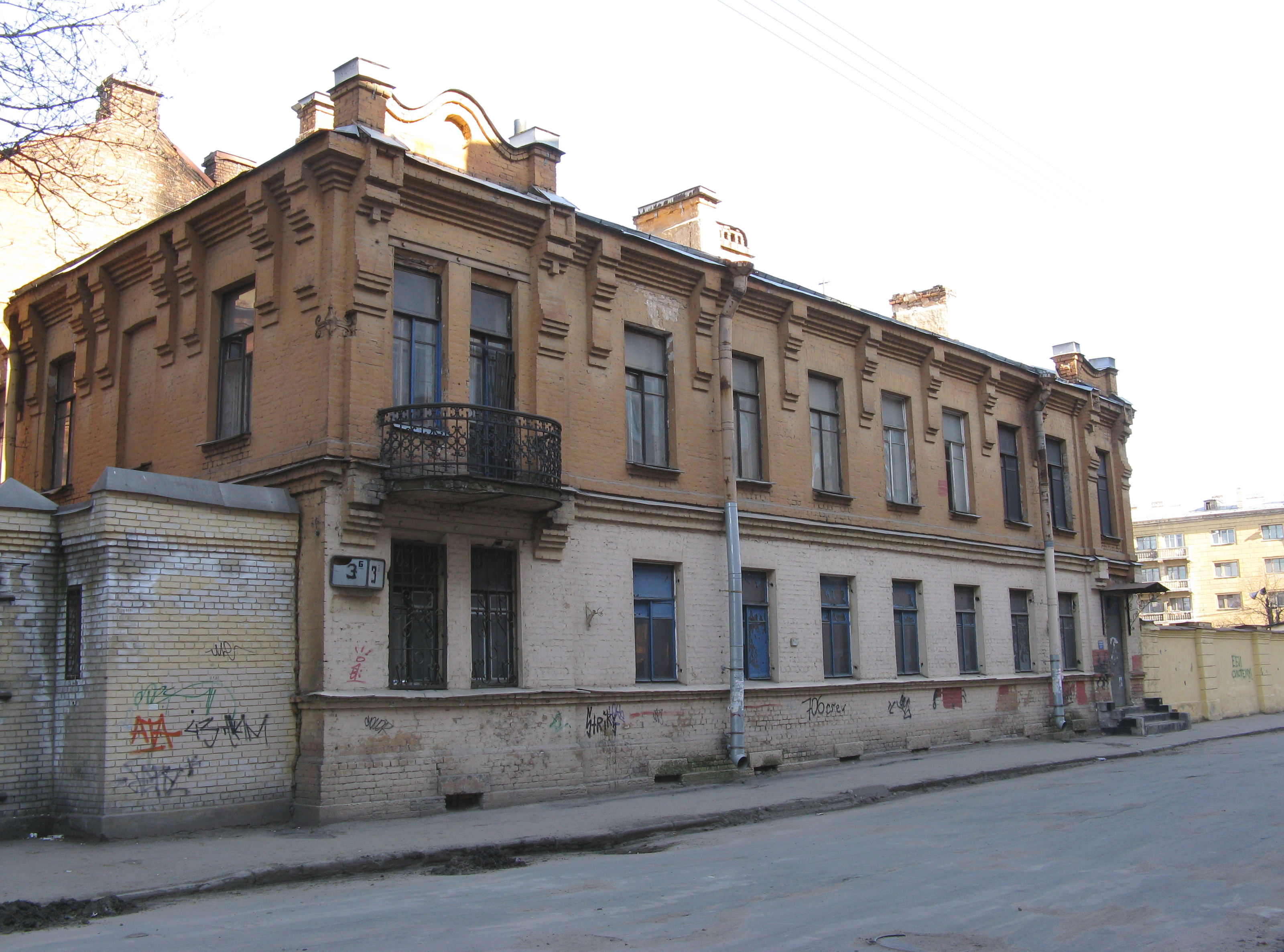
Особняк Г. А. Боссе. Малая Монетная улица, 3Б (1903—1904)

Родился в семье губернского секретаря Освальда Андреевича Янцона. Первоначальное образование получил в Первой Санкт-Петербургской гимназии. В 1891 году окончил Институт гражданских инженеров с занесением его имени на мраморную доску в актовом зале института как лучшего по успехам. В том же году причислен в Техническо-строительный комитет Министерства путей сообщения. В 1892 году командирован на строительство Рязанско-Уральской железной дороги.
В 1893 году назначен на должность младшего инженера строительного отделения при тобольском губернском совете. В 1900 году переведён в Министерство внутренних дел и в том же году получил должность помощника архитектора управления отдельного корпуса пограничной стражи, однако по семейным обстоятельствам увольняется со службы.
В августе 1902 года получил назначение младшим архитектором строительного отделения волынского губернского правления, однако в декабре того же года по собственному прошению увольняется от службы. Коллежский асессор.
Проживал в Петербурге по адресам: Загородный проспект, 68 (1901); Можайская улица, 13 (1902); Большая Монетная улица, 13—9а (1904). Скончался 16 (29) октября 1904 года в Петербурге, похоронен на Смоленском лютеранском кладбище.

## Проекты и постройки

### Санкт-Петербург
- Особняк и манеж Г. А. Боссе. Малая Монетная улица, 3Б (1903—1904, манеж не сохранился)[14][15].